# Берк, Рэймонд Лео
Рэймонд Лео Берк (англ. Raymond Leo Burke; род. 30 июня 1948, Ричленд-Сентер США) — американский куриальный кардинал. Епископ Ла-Кросса с 10 декабря 1994 по 2 декабря 2003. Архиепископ Сент-Луиса с 2 декабря 2003 по 27 июня 2008. Префект Верховного трибунала апостольской сигнатуры с 27 июня 2008 по 8 ноября 2014. Председатель Комиссии Адвокатов с 7 октября 2008 по 8 ноября 2014. Патрон Суверенного военного гостеприимного ордена Святого Иоанна, Иерусалима, Родоса и Мальты с 8 ноября 2014 по 19 июня 2023. Кардинал-дьякон с титулярной диаконией Сант-Агата-деи-Готи с 20 ноября 2010 по 3 мая 2021. Кардинал-священник с титуярной диаконией pro hac vice Сант-Агата-деи-Готи с 3 мая 2021.

## Биография

### Ранняя жизнь
Рэймонд Лео Берк родился 30 июня 1948 года в Ричлэнд Центре, штат Висконсин и был самым младшим ребёнком из шести детей Томаса († 21 июля 1956 года) и Мэри († 29 февраля 1996 года) Берк. Был крещён 11 июля того же года, получил первое причастие 13 мая 1956 года. Семья позднее переехала в Стрэтфорд, где Бёрк, был конфирмирован епископом Джоном П. Триси 5 апреля 1962 года. С 1962 года по 1968 год посещал семинарию Святого Креста в Ла-Кроссе, Висконсин. С 1968 года по 1971 год Берк обучался в Католическом Университете Америки в Вашингтоне, округ Колумбия, где он теперь член опекунского совета. Тогда же он закончил своё обучение в Папском Григорианском Университете. Папа римский Павел VI рукоположил Берка во священника 29 июня 1975 года в Соборе Святого Петра.

### Священническое служение
После своего рукоположения первоначально был назначен помощником ректора собора Святого Иосифа Работника в Ла-Кроссе, Висконсин. Также преподавал религию в Аквинатской средней школе в Ла-Кроссе, где один из залов в настоящее время носит его имя.
С 1980 по 1984 год Берк изучал каноническое право в Папском Григорианском Университете в Риме, где он успешно закончил лиценциат и докторантуру. Впоследствии он возвратился в Ла-Кросс и стал председателем курии и вице-канцлером диоцеза Ла-Кросса.

### Епископ
10 декабря 1994 года папа римский Иоанн Павел II назначил Берка епископом Ла-Кросса, посвятив его в епископы 6 января 1995 года в соборе Святого Петра. В период своего пребывания в Ла-Кроссе он основал святилище Девы Марии Гваделупской.
2 декабря 2003 года, когда он был назван преемником Джастина Ригали на кафедре архиепархии Сент-Луиса. 29 июня 2004 года получил паллий из рук папы Иоанна Павла II. В Сент-Луисе Берк уделял особое внимание содействию священническим призваниям, вёл колонку в епархиальной еженедельной газете.

### Куриальная работа
6 мая 2008 года папа римский Бенедикт XVI назначил Берка членом Папского Совета по интерпретации законодательных текстов и Конгрегации по делам духовенства.

### Префект Верховного Трибунала Апостольской Сигнатуры

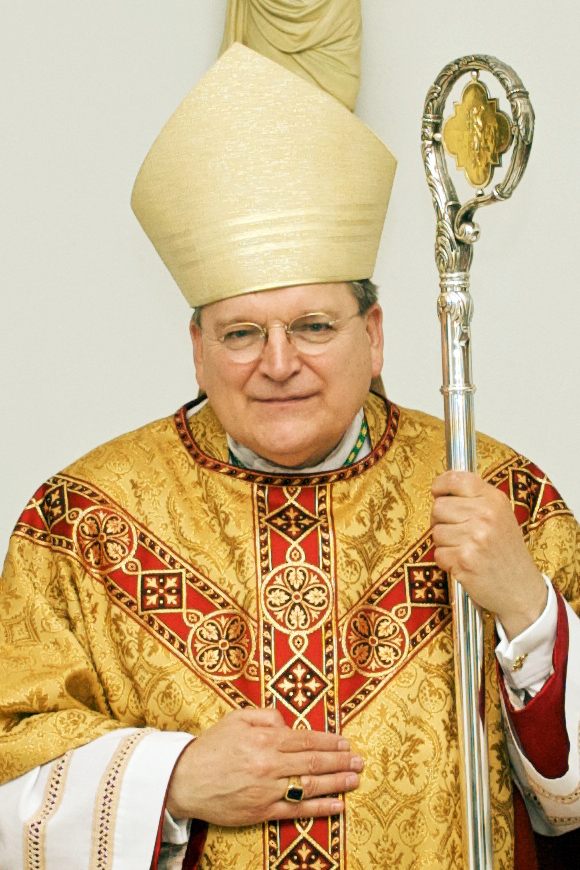
Архиепископ Рэймонд Лео Бёрк

27 июня 2008 года архиепископ Берк получил пост префекта Верховного трибунала апостольской сигнатуры после кардинала Агостино Валлини, который в тот же самый день стал генеральным викарием Рима. Берк стал первым в истории неевропейцем — префектом Верховного трибунала. На следующей по времени консистории он был возведён в кардиналы-дьяконы.
С этим назначением Берк стал десятым американцем в Римской курии. Он отметил: «Я глубоко покорен доверием, которым Его Святейшество одарил меня, и, в священнической повиновении, я обязался служить нашему Святому Отцу лучшими из моих способностей. Оставление служения Церкви в архидиоцезе Сент-Луиса очень грустно для меня. Это была честь и дар для меня, служить митрополии в последние четыре года и пять месяцев».
Его заключительная прощальная месса в Сент-Луисском архидиоцезе прошла в соборе Сент-Луиса 17 августа 2008 года. Она была отслужена в сослужении с епископами Джорджем Джозефом Лукасом, Робертом Херманном, Джоном Х. Лайбрехтом, Джоном Рэймондом Гейдосом, Робертом В. Финном, Рэймондом Дж. Боландом, и Кевином В. Ванном. Кроме того, более чем семьдесят пять священников, пятьдесят семинаристов, полный почетный караул Рыцарей Колумба (более 60 членов), и более пятьдесяти Рыцарей и Дам Мальтийского Ордена присутствовали на службе.
7 октября 2008 года было объявлено, что папа римский Бенедикт XVI также назначил Берка председателем Комиссии Адвокатов, своего рода ассоциации ватиканских юристов.

### Кардинал
20 октября 2010 года в ходе генеральной аудиенции на площади Святого Петра папа римский Бенедикт XVI объявил о назначении 24 новых кардиналов, среди которых оказался и Рэймонд Берк
20 ноября 2010 года состоялась консистория, на которой кардиналу Рэймонду Лео Берку была возложена кардинальская шапка и он стал кардиналом-дьяконом с титулярной диаконией Сант-Агата-деи-Готи. 21 ноября состоялась торжественная месса по случаю вручения кардинальских перстней.
Участник Конклава 2013 года.
3 мая 2021 года возведён в сан кардинала-священника с титуярной диаконией pro hac vice Сант-Агата-деи-Готи

## Взгляды

### Берк и католический традиционализм
В Ла-Кроссе и Сент-Луисе Берк организовал часовни для служения мессы по тридентскому обряду. Он пригласил представителей традиционалистского Института Христа Царя в свою епархию и рукоположил священников для служения в США и за границей. Рукоположение 15 июня 2007 года этих священников стало первым рукоположением, проведённым в соборе по тридентскому обряду за 40 лет.
В июле 2006 года папа римский Бенедикт XVI назначил Берка членом Верховного трибунала апостольской сигнатуры, верховного суда в Римско-католической церкви. Он выпустил заявление против эмбриональных исследований стволовых клеток, после того, как они были разрешены в штате Миссури.
25 июня 2007 года Берк сопровождал кардинала Шона О’Мелли, архиепископа Бостона, в поездке в Рим, где прелаты рассмотрели предстоящее motu proprio папы римского Бенедикта XVI Summorum Pontificum которое предоставляет большую свободу для использования тридентского обряда.

### Политика
Кардинал Берк рассматривается многими как один из самых консервативных епископов в Соединенных Штатах Америки. Он неоднократно выступал с критикой публичных персон за их действия и высказывания, противоречащие католической морали.
В недавнем интервью Берк заявил, что Демократическая партия рискует преобразовать себя окончательно в «партию смерти» из-за своего выбора по биоэтическим вопросам.
В период президентских выборов 2004 года Берк публично заявил, что Джон Керри и другие католические политические деятели, которые голосуют за про-чойс (американское политическое и общественное движение за легализацию права на аборт), должны быть отстранены от Евхаристии. Это заявление соответствует двум канонам католического канонического права (статьи 915 и 916 ККЦ), где говорится, что священники не должны преподавать Евхаристию людям, которые упрямо и публично упорствуют в некотором серьёзном грехе. Берк чётко формулировал ту же самую позицию и на посту епископа Ла-Кросса, но заявления, сделанные им в качестве архиепископа Сент-Луиса, получили большее внимание и добавили ему спорной репутации.
Он также заявил, что избиратели-католики, которые поддержали кандидатов, выступающих против запрещения абортов, совершили смертный грех и не должны получать Причастие без покаяния в нём.

### Отношения со сторонниками права на аборт

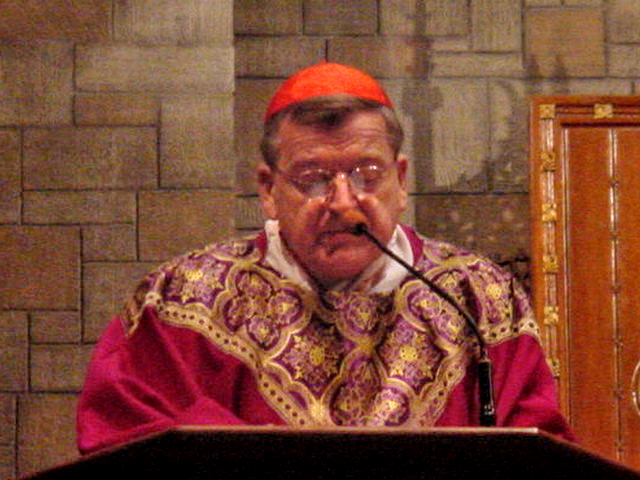
Кардинал Рэймонд Лео Берк

25 апреля 2007 года, после выступления певицы Шерил Кроу, сторонницы про-выбора, на благотворительном концерте в детской больнице имени кардинала Гленнона, архиепископ Бёрк оставил пост председателя фонда совета директоров больницы.
22 января 2008 года Берк выступил с критикой Рика Мэджеруса, баскетбольного тренера Сент-Луисского Университета, управляемого орденом иезуитов, после того как тот публично поддержал право на аборт и исследования стволовых клеток в предвыборной кампании сенатора Хиллари Клинтон. Он заявил руководству университета, что если те позиционируют себя как Католический университет, то не должны допускать, чтобы сотрудники публично выражали мнения, противоречащие учению Церкви.
В интервью епархиальной газете «The St. Louis Review» он сказал: «Это вызывает соблазны у других людей, католиков и некатоликов, если они слышат, что католик даёт интервью средствам массовой информации, говоря, что я горжусь, что я католик, но в то же самое время держась таких взглядов. Является ли там чем-то необычным для епископа говорить о том, что выступать за аборты для католика неправильно? Я католический священник и епископ. Что Вы ещё ожидали от меня, что я будет говорить?».

### Нарушения литургических норм
2 марта 2011 год на презентации книги на итальянском языке, название которой переводится как «Как ходить на Мессу и не потерять веру», кардинал Берк заявил, что литургическое злоупотребление ущербно вере католиков: «К сожалению, слишком многие священники и епископы рассматривают нарушения литургических норм, как то, что не имеет значения, когда, по сути, они являются серьёзными нарушениями».

### Почитание Девы Марии Гваделупской
В период своего срока пребывания епископом Ла-Кросса Бёрк был вдохновителем постройки святилища Девы Марии Гваделупской, покровительницы Америки, на утесе над рекой Миссисипи. Церковь в стиле ренессанс была освящена 31 июля 2008 года.

### Конфликт с Папой римским Франциском
Средства массовой информации регулярно указывают на продолжающийся конфликт между Папой римским Франциском и группой влиятельных американских епископов, в число которых входит кардинал Берк.
В 2014 году Франциск сместил Берка с поста префекта Верховного трибунала апостольской сигнатуры и назначил капелланом Мальтийского ордена.
Основными причинами споров являются различные взгляды на проблему абортов, ЛГБТ и разводов. Недовольство епископов ультраконсервативных взглядов вызвано тем, что Папа римский недостаточно часто обрушивается на аборты с высокой ватиканской кафедры, толерантен к представителям ЛГБТ и разведённым парам. Также озабоченность консерваторов вызывает либеральная политика Папы римского по выстраиванию отношений с другими конфессиями.
В сентябре 2016 года Берк и другие кардиналы направили обращение к Папе Франциску и Конгрегации в котором потребовали объяснить, какова позиция церкви в отношении развода и ЛГБТ – событие, не имевшее аналогов на протяжении последних веков.
Несмотря на то, что после понижения в должности полномочия Берка не позволяют оказывать значительного влияния на церковные дела, американский епископ по-прежнему остается для консервативных католиков довольно влиятельной фигурой.

## Конклав 2025 года
Участник Конклава 2025 года, где был избран папа Лев XIV.

## Критика

### Критика руководства епархией
Несколько священников в диоцезе Ла-Кросса критиковали авторитарный стиль руководства епархией. Ричард Дикман, который служил настоятелем церкви Святой Марии в Томаа, Висконсин, заявил в письме об отставке, что «я больше не могу служить как священник в этой епархии и сохранять ощущение целостности. Я считаю, что моя совесть находится в конфликте с видением служения, существующего у епископа, которому обещал повиноваться. Я нахожусь в невозможном положении.»

### Соучастие в сексуальных скандалах
В 2004 году организация Bishop Accountability сообщила, что будучи архиепископом Сент-Луиса, Берк преднамеренно игнорировал несколько обоснованных сообщений о сексуальных домогательствах со стороны некоторых священников. Подозреваемые в сексуальных домогательствах переводились в другие приходы, а не подвергались наказаниям
Сам Берк отказался учредить фонд для жертв сексуального домогательства, аналогичный организованным в других американских епархиях.

## Награды
Во время своего пребывания в Сент-Луисе Берк был удостоен звания почётного доктора гуманитарных наук двумя католическими университетами США, университетом Аве Мария в 2005 году и колледжем Христианского мира в 2007 году.
Архиепископ Сент-Луиса Роберт Джеймс Карлсон учредил кафедру канонического права имени кардинала Рэймонда Лео Берка в семинарии Кенрика-Гленнона в Сент-Луисе. В мае 2011 года Францисканский университет Стьюбенвилля присвоил Берку звание почётного доктора.

## Избранные работы
- Lack of discretion of judgment because of schizophrenia: doctrine and recent rotal jurisprudence, Doctoral Dissertation, (Rome: Pontificia Università Gregoriana, 1986). See also "Defectus discretionis iudicii propter schizophreniam: Doctrina et recens iurisprudentia," Periodica, 73 (1984): 555–570; and "Lack of Discretion of Judgment: Canonical Doctrine and Legislation," in The Jurist, 45 (1985): 171–209;
- "Canon 1095, 1° and 2°," in Incapacity for marriage: Jurisprudence and Interpretation, Acts of the III Gregorian Collguium, Robert M. Sable, coordinator and editor (Rome: Pontificia Università Gregoriana, 1987);
- "La procedura amministrativa per la dichiarazione di nullità del matrimonio," in I procedimenti speciali nel diritto canonico, Studi giuridici 27 (Vatican City: Libreria editrice Vaticana, 1992), 93–105;
- "Il processo di dispensa dal matrimonio rato e non consummato: la grazia pontificia e la sua natura," in I procedimenti speciali nel diritto canonico, Studi giuridici 27 (Vatican City: Libreria editrice Vaticana, 1992), 135–144;
- "The Application of Canon 1095 and sacramental-pastoral activity concerning marriage," in Ius in vita et in missione Ecclesiæ, Acta Symposii internationalis iuris canonici occurrente X anniversario promulgationis Codicis iuris canonici diebus 19–24 aprilis 1993 in Civitate Vaticana celebrati, Pontificia Concilium de legum textibus interpretandis (Vatican City: Libreria editrice Vaticana, 1994), 1095–1102;
- "The Distinction of Personnel in Hierarchically Related Tribunals," in Studia canonica, 28 (1994): 85–98;
- "Canon 1421: The Nullity of a Decision by a Single Lay Judge," [1994] in Arthur J. Espelage, OFM (ed.), CLSA Advisory Opinions 1994–2000 (Washington, DC: CLSA, 2002), 451–452;
- "Canons 1421–1422 and 1435–1436: The Exercise of the Office of Judge or Defender of the Bond by a Priest on Leave of Absence from Priestly Ministry," [1995, co-authored with Joseph R. Punderson] in Arthur J. Espelage, OFM (ed.), CLSA Advisory Opinions 1994–2000 (Washington, DC: CLSA, 2002), 453–454;
- "La "confessio iudicialis" e le dichiarizioni giudiziali delle parti," in I mezzi di prova nelle cause matrimoniali secondo la giurisprudenza rotale, Studi Giuridici XXXVIII (Vatican City: Libreria editrice Vaticana, 1995), 15–30;
- "Commentary on the July 12, 1993, Decree of the Apostolic Signatura relating to the qualifications of advocates," in Canadian Canon Law Society Newsletter, 21 (1996): 9–13; for Spanish translation see: "Abogados, uniones matrimoniales irregulares y causas de nulidad matrimonial: Texto y comentario de una Respuesta de Tribunal Supremo de la Signatura Apostolica," in REDC, 51 (1994): 639–645;
- "Canon Law at the Service of the New Evangelization," given on the occasion of receiving the Role of Law Award from the Canon Law Society of America, in Canon Law Society of America Proceedings, 62 (2000): 497–500; introductory remarks of gratitude, 495–496;
- "On Our Civic Responsibility for the Common Good," (Saint Louis: Archdiocese of Saint Louis, 2004);
- "Canon 915: The Discipline Regarding the Denial of Holy Communion to Those Obstinately Persevering in Manifest Grave Sin," in Periodica, 96 (2007): 3–58;
- Divine Love Made Flesh: The Holy Eucharist as the Sacrament of Charity. — San Diego : Catholic Action, 2012. — ISBN 978-0981631424.;
- Hope for the World: To Unite All Things in Christ. — San Francisco : Ignatius Press, 2016. — ISBN 978-1621641162..